# Franciscus Raphelengius der Ältere

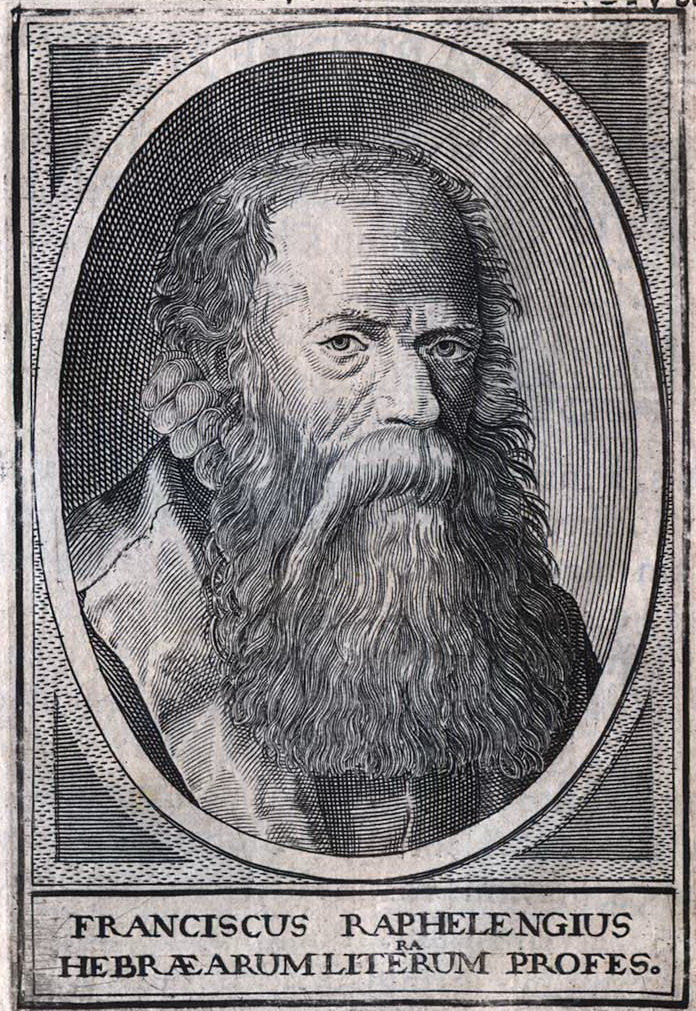
Franciscus Raphelengius

Franciscus Raphelengius der Ältere, latinisierte Form von Frans van Ravelingen (*  27. Februar 1539 in Lannoy; † 20. Juli 1597 in Leiden) war ein flämischstämmiger Buchdrucker und Gelehrter. Er begründete die Buchdruckerfamilie Raphelengius.

## Leben und Werk
Franciscus Raphelengius musste, da seine Mutter Witwe geworden war, seine Studien unterbrechen und dem Erlernen des Handelsgeschäftes nachgehen. Er bildete sich in Nürnberg zum  Kaufmann aus, benutzte aber seine Mußestunden zum Studium der alten Sprachen und machte darin so große Fortschritte, dass ihm seine Mutter keine weiteren Steine für sein diesbezügliches Interesse in den Weg legte. 
In der Folge ging er  nach Paris, um an der dortigen Universität seine Kenntnisse des Griechischen und Hebräischen zu perfektionieren. Aufgrund der Unruhen in Frankreich zog er aber nach England und lehrte einige Jahre lang an der Universität Cambridge Altgriechisch. 
1564 kehrte er in die Niederlande zurück, verheiratete sich am 23. Juni 1565 mit Margarethe Plantin, der ältesten Tochter des berühmten Buchdruckers Christoph Plantin und wurde dadurch auch der Buchdruckerkunst zugeführt. Er trat 1565 in Antwerpen als gelehrter Korrektor bei seinem Schwiegervater ein, bei dem bereits einige tüchtige Gelehrte, wie Cornelis Kiliaan († 1607), Theodor Poelmann (1510–1580) und Justus Lipsius, in gleicher Eigenschaft tätig waren; doch ist besonders Raphelengius die große Korrektheit der Plantinschen Drucke zu verdanken. Auch bei der Herstellung der berühmten Polyglotte-Bibel Biblia sacra hebraice, chaldaice, graece et latine (8 Bde., Antwerpen 1568–1573), die Plantin mit Unterstützung des Königs Philipp II. druckte, war Raphelengius in hervorragender Weise beteiligt.
Im Zuge der religiösen Unruhen des 16. Jahrhunderts konvertierte Franciscus Raphelengius ebenso wie sein ältester Sohn Christoph und seine Tochter Margarethe zum Protestantismus, während seine Gattin und seine beiden jüngeren Söhne Franciscus und Justus Katholiken blieben, was indessen die Familienharmonie nicht störte. 
Als Plantin 1582 nach Leiden ging, um dort eine Filialdruckerei zu errichten, leitete Raphelengius das Hauptgeschäft in Antwerpen während der Kriegswirren, übernahm 1585 nach der Rückkehr Plantins die Leidener Druckoffizin, während die Antwerpener Druckerei an den zweiten Schwiegersohn, Johannes Moretus, überging. 
Von 1582 bis 1585, während welcher Zeit Raphelengius das Stammgeschäft in Antwerpen leitete, brachte der Messkatalog 98 neue Plantinsche Verlagswerke; auch die Frankfurter Buchhändlermessen besuchte Raphelengius mehrmals in Begleitung seines späteren Schwagers Moretus. 
In Leiden erlernte Raphelengius ferner mit Hilfe einiger von Freunden ausgeliehener Bücher Arabisch. Im März 1586 wurde er von der Universität Leiden zum akademischen Buchdrucker und im Juni 1586 zum außerordentlichen, 1587 zum ordentlichen Professor der hebräischen Sprache ernannt.
Neben seinen Vorlesungen in den morgenländischen Sprachen betrieb Raphelengius weiterhin seine Druckerei, und noch kurz vor seinem Tode trat er 1595 mit einer reichhaltigen Probe seiner neugeschaffenen Typen Specimen characterum arabicorum officinae Plantinianae hervor. 
Er schrieb unter anderem auch eine hebräische Grammatik, ein chaldäisches Wörterbuch sowie ein 1613 postum in Leiden herausgegebenes arabisch-lateinisches Wörterbuch, das 13 Auflagen erlebte. 
Seine letzten Lebensjahre waren aber durch den vorzeitigen Tod seiner Gemahlin und eine Paralyse, die er sich zugezogen hatte, überschattet. Nach seinem Tod 1597 übernahmen seine Söhne Christoph († 1600), Franciscus und Justus, gleichfalls tüchtige Kenner der alten Sprachen, die Druckerei.